# تیم دوچرخه‌سواری اشتاتینگ سرویس گروپ
تیم دوچرخه‌سواری اشتاتینگ سرویس گروپ (آلمانی: Stölting Service Group) یک تیم دوچرخه‌سواری در کشور آلمان بوده‌است
این تیم در سال ۲۰۱۱ تأسیس و در سال ۲۰۱۶ منحل شده‌است.